# Lennart Cassler
Lennart Cassler, född 23 juni 1906 i Lofta, Kalmar län, död 25 juni 1985 i Vantör, var en svensk officer och direktör.
Casslers militära bana började vid trängen och han blev senare fänrik vid Artilleri- och ingenjörshögskolan. Därefter fortsatte han till Tekniska högskolan för motortekniska studier, där han tillsammans med tekniker från England, Tyskland och Finland bedrev gengasförsök. För sitt arbete som sekreterare i den statliga gengaskommittén vid Riksnämnden för ekonomisk försvarsberedskap erhöll han Vasaorden. År 1938 blev han adjutant hos prins Gustav Adolf.
År 1946 kom Lennart Cassler till ANA i Nyköping där han 1947 blev VD för AB Farming. Han introducerade Massey Fergusons jordbuksmaskiner på den svenska marknaden.